# مرگ بنیتا
بنیتا قلعه‌نویی دختر هشت‌ماهه ایرانی بود که در صبح پنج‌شنبه ۲۹ تیر ۱۳۹۶، در حالی که درون خودروی پراید پدرش بود، ربوده شد و پس از شش روز، در بامداد ۴ مرداد، جسد او پیدا شد. کودکی که ۶ روز داخل خودروی به سرقت رفته پدرش با شیشه‌های بسته و درهایی که قفل نبودند در کنار خیابانی خلوت از گرسنگی و تشنگی جان داد. او به‌دلیل باقی ماندن در خودرو و شدت گرما جان داده بود. خانواده بنیتا خواهان انجام هشدار بنیتا در ایران شدند که نمونه‌ای از هشدار آمبر باشد؛ و کمپینی وجود دارد که افراد موافق این هشدار به آن بپیوندند.

## شرح ماجرا
حدود ساعت ۰۹:۳۰ صبح پنجشنبه (۲۰ ژوئیه/۲۹ تیر)، در خیابان مشیریه، پدر بنیتا برای باز کردن درِ پارکینگ از خودرو پیاده می‌شود تا خودرو را داخل پارکینگ ببرد که دو عابر پیاده با مشاهده خودروی روشن، پشت فرمان می‌نشینند و خودرو و بچه را با هم به سرقت می‌برند، صاحب خودرو وقتی متوجه قصد سرقت ماشین می‌شود، خودش را روی کاپوت می‌اندازد که موفق به توقف خودرو نمی‌شود. جست‌وجوها برای یافتن بنیتا ادامه داشت تا این‌که پس از ۶ روز جسد دختربچه در خودروی سرقتی در یکی از خیابان‌های پاکدشت (استان تهران) پیدا می‌شود. بازداشت‌شدگان به پلیس گفته‌اند: «زمانی که وارد اتوبان شدیم صدای گریه‌های بچه را شنیدیم. از دیدن بچه شوکه شده بودیم و کاری از دستمان برنمی‌آمد. به سمت پاکدشت رفتیم و در منطقه قیام‌دشت ماشین را در کنار خیابانی نگه داشتم. مهدی همان‌جا مقداری از وسایل ماشین را برداشت و جدا شد. من و دخترکی که نمی‌دانستم اسمش چیست به سمت مامازند رفتیم و خودرو را در کنار خیابانی رها کردم و به خانه یکی از دوستانم رفتم.»
خانواده بنیتا برای یافتن دخترشان در روزهای پس از سرقت خودرو تلاش بسیاری کردند. شماره تماس‌هایشان را به در و دیوار زده و فضای مجازی را با عکس‌های بنیتا پر کرده بودند. در این مدت با احساسات خانواده دخترک به شدت بازی شد. پدربزرگ بنیتا می‌گوید: «وقتی شماره تلفن در فضای مجازی و کوچه و خیابان پخش شد، صدها نفر تماس گرفتند و هرکسی چیزی می‌گفت.» وی می‌افزاید: «در این مدت حتی ما به کوه‌های پشت مشیریه هم رفتیم اما هیچ ردی از بچه‌مان پیدا نکردیم.»
خبرگزاری ایسنا می‌نویسد: «خانواده بنیتا برای پیدا کردن دخترشان حتی نزد رمال هم رفته بودند. زن رمال هم با دیدن چهره به هم ریخته پدر و مادر جوان، پول هنگفتی از آن‌ها گرفت و گفت: «بچه صحیح و سالم است و تا چند روز دیگر برمی‌گردد. اما وقتی بچه پیدا شد باید اسمش را عوض کنید».»

## مراسم خاکسپاری
روز پنج‌شنبه (۲۹ ژوئیه/ ۵ مرداد) ۱۳۹۶، مراسم تشییع و خاکسپاری بنیتا در امام‌زاده «ابراهیم و اسماعیل» شهر ری با حضور جمعیتی انبوه و اندوهگین از مردم برگزار شد.

## واکنش‌ها
تراژدی بنیتا وقتی به اوج می‌رسد که ساعت‌ها کسی شیون‌های این کودک در هوای داغ تابستانی در داخل خودرو که در کنار خیابان پارک شده بود را نمی‌شود و کودک بر اثر تشنگی و گرسنگی جان می‌بازد. قتل بنیتا واکنش‌های بسیاری در میان اهالی سیاست و فرهنگ و ورزش و رسانه‌های خارجی و داخلی در پی داشت. همچنین اکثر مقامات خارجی به مردم ایران تسلیت گفتند و ابراز همدردی کردنند. حسن روحانی در پی این حادثه به دادسرا دستور ویژه داد که هرچه زودتر به این پرونده رسیدگی شود.

## محاکمه و اعدام قاتل
پس از دستگیری سه مرد عامل حادثه، متهم ردیف اول، «محمد وفایی» با اعتراف به سرقت خودرو، اتهام خود در خصوص قتل بنیتا را نیز پذیرفت. این پرونده در شعبهٔ ۹ دادگاه کیفری یک تهران مورد رسیدگی قرار گرفت و منتهی به صدور حکم قصاص قاتل گردید. دادگاه همچنین به‌دلیل سرقت و رها نمودن کودک، مجازات حبس و شلاق‌زنی صادر کرد. حکم صادره با رد فرجام‌خواهی متهم در شعبهٔ ۱۵ دیوان عالی کشور تأیید شد و حکم قصاص، سحرگاه روز ۲۸ خرداد ۱۳۹۷ در زندان رجایی‌شهر اجرا گردید.
در این پرونده دو مرد دیگر که همدست متهم ردیف اول بودند نیز به زندان محکوم شدند. مهدی متهم ردیف دوم به ۱۳ سال زندان، ۱۱۱ ضربه شلاق و تبعید به شهر ایذه محکوم شد.